# František Černý (divadelní historik)
František Černý (21. února 1926 Jaroměř – 12. června 2010 Praha) byl český teatrolog, historik českého divadla a pedagog.

## Život
František Černý absolvoval v letech 1937–1945 reálné gymnázium v rodné Jaroměři a současně se vyučil zahradníkem. Jeho otec František (1896–1968) i bratr Jan (1928–1980) byli uznávanými šlechtiteli květin.
Po druhé světové válce studoval na Filozofické fakultě Univerzity Karlovy v Praze estetiku a slovanskou filologii. V roce 1949 získal titul PhDr. V letech 1949–1951 byl zaměstnán v Ústavu pro českou literaturu Československé akademie věd (ÚČL ČSAV) a současně externě vyučoval na pražské DAMU, kde se stal v roce 1953 docentem. V témže roce se podílel se na vytvoření Památníku národního písemnictví v Praze.
V roce 1956 založil Kabinet pro studium českého divadla při Ústavu české literatury, který do roku 1969 externě vedl. V letech 1956–1988 zde působil jako hlavní redaktor při přípravě rozsáhlé publikace Dějiny českého divadla, vydané nakladatelstvím Academia v letech 1968–1983 (I. svazek 1968, II. svazek 1969, III. svazek 1977, IV. svazek 1983).
Na Filozofické fakultě Univerzity Karlovy v letech 1960–1964 vedl oddělení dějin a teorie divadla. V roce 1965 získal titul DrSc. V letech 1966–1969 byl proděkanem. V roce 1968 byl jmenován profesorem (ustaven však až v roce 1989). V období 1990–1991 působil jako děkan fakulty. V roce 1992 odešel do důchodu. V letech 1992–1997 byl předsedou Společnosti bratří Čapků.
Podílel se dlouhodobě na rozvoji mezinárodních kontaktů české teatrologie, od roku 1965 vykonával významné funkce v exekutivě organizace FIRT – IFTR (Mezinárodní federace pro divadelní výzkum), přičemž v letech 1967–1971 byl jejím prezidentem.
Stál v čele odborného týmu, který připravil výstavu „Národní divadlo 1883–1983“ pro Národní muzeum a připravil i další výstavy nebo se na přípravě podílel. Přednášel na zahraničních univerzitách (zvláště ve Vídni) a kongresech (Čína, Dánsko, Francie, Maďarsko, NDR, Polsko, Rakousko, SSSR, USA).
Od poloviny 50. let publikoval divadelní kritiky a články o divadle v odborné literatuře a tisku. Používal příležitostně šifer fč, F. Č., -frč-.
Dne 16. května 1991 obdržel čestné občanství v rodné Jaroměři. Dne 3. května 2006 mu bylo uděleno čestné občanství městské části Praha 2.
Zemřel po krátké nemoci v červnu 2010.
Dcerou Františka Černého je historička umění Marie Klimešová (rozená Černá, poté Judlová).

## Citát
Těžiště práce Františka Černého spočívalo ve výzkumu dějin českého činoherního divadla a divadelní kultury 18.–20. století, zejména pak v zájmu o dobu národního obrození a léta meziválečná, problémy realismu a naturalismu.